# Ruellia pereducta
Ruellia pereducta är en akantusväxtart som beskrevs av Standley och Cyrus Longworth Lundell. Ruellia pereducta ingår i släktet Ruellia och familjen akantusväxter. Inga underarter finns listade i Catalogue of Life.